# Gringo joue sur le rouge
Pour plus de détails, voir Fiche technique et Distribution.
Gringo joue sur le rouge (Sette dollari sul rosso) est un western spaghetti italo-espagnol sorti en 1966, réalisé par Alberto Cardone. 

## Synopsis
Tandis que Johnny Ashley est éloigné, la bande de Jack Wilson dit le Chacal attaque son usine, massacrant tout le monde, y compris son épouse. Ne survit que le petit Jerry que le Chacal décide d'emmener avec lui pour l'éduquer comme son fils. A son retour, Johnny jure de retrouver son fils et de venger sa femme. Longtemps après, Johnny est devenu un justicier sans pitié de renom, tandis que le petit Jerry a été élevé par le Chacal, et qu'il est devenu comme celui qu'il croit être son père, un bandit violent et cynique.
C'est par hasard que Johnny et Jerry se croisent à Wishville, une petite ville que le Chacal entend attaquer. Sans même se reconnaître les deux se sauvent mutuellement la vie. Johnny, fatigué d'une quête qui n'a que trop duré sans résultat, ne veut pourtant pas abandonner. Sur les conseils de sa vieille amie, Emily, il accepte de tenir le rôle de shérif. Au cours d'un hold-up raté, Johnny tue le Chacal. Jerry le défie pour venger celui qu'il croit être son père. Avant le duel, Johnny apprend la véritable origine de celui qui le défie. Père et fils s'affrontent cependant dans un duel dramatique décidé par le destin.

## Fiche technique
- Titre français : Gringo joue sur le rouge
- Titre original italien : Sette dollari sul rosso
- Genre : Western spaghetti
- Réalisateur : Alberto Cardone (sous le pseudo d'Albert Cardiff)
- Scénario : Amedeo Mellone (sous le pseudo d'Hamed Wright), Juan Cobos, Melchiade Coletti (it) (sous le pseudo de Mel Collins), Arnaldo Francolini (sous le pseudo d'Arne Franklin)
- Production : Mario Siciliano (sous le pseudo de Marlon Sirko) pour Metheus Film, Albatros Coperativa de Produccion Cinematografica
- Format d'image : 2,35 : 1
- Photographie : José F. Aguayo
- Montage : Fritz Mueller
- Musique : Francesco De Masi
- Décors : Amedeo Mellone (sous le pseudo d'Hamed Wright)
- Costumes : Rosalba Menichelli
- Maquillage : Anacleto Giustini
- Année de sortie : 1966
- Durée : 95 min
- Pays :  Italie,  Espagne
- Distribution en Italie : Imperialcine

## Distribution
- Anthony Steffen : Johnny Ashley
- Fernando Sancho : Jack Wilson, le Chacal
- Loredana Nusciak : Emily
- Roberto Miali (sous le pseudo de Jerry Wilson) : Jerry
- Elisa Montés : Sybil
- Carla Calò (sous le pseudo de Caroll Brown) : Rosario
- José Manuel Martín : El Gringo
- Spartaco Conversi (sous le pseudo de Spean Convery) : Bill
- Alfredo Varelli (sous le pseudo de Fred Warrel) : le premier shérif
- Gianni Manera : joueur de poker
- Franco Fantasia (sous le pseudo de Frank Farrell) : le shérif de Wishville
- Annie Giss : Julie, la femme de Johnny
- Franco Gulà : Walt
- Renato Terra : Manuelo
- Nino Musco : l'hôte
- Miriam Salonicco : la femme de l'hôte
- David Mancori : Jerry enfant
- Gino Marturano : le gaucher